# Chris Moss

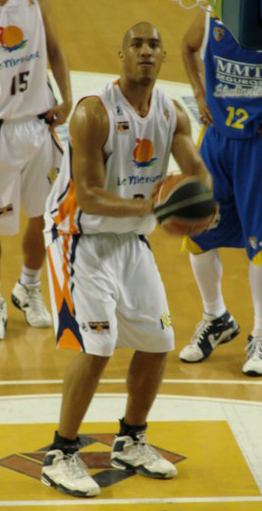
Chris Moss en su etapa de jugador del ViveMenorca.

Christopher Vashon Moss (Columbus, Ohio, 7 de febrero de 1980) es un exbaloncestista profesional estadounidense que mide 2,04 metros y jugaba en la posición de ala-pívot.

## Biografía
Formado en la Universidad de Virginia Occidental, jugó cuatro temporadas con los West Virginia Mountaineers en la Big East Conference de la División I de la NCAA, promediando 10.5 puntos y 6.5 rebotes por encuentro en 111 partidos. 

### Clubes
| Club                       | País           | Año         |
| -------------------------- | -------------- | ----------- |
| Pennsylvania ValleyDawgs   | Estados Unidos | 2002        |
| Ironi Nahariya             | Israel         | 2002        |
| Golbey Épinal Thaon Vosges | Francia        | 2002 - 2003 |
| Menorca Bàsquet            | España         | 2003 - 2008 |
| CB Murcia                  | España         | 2008 - 2010 |
| Deutsche Bank Skyliners    | Alemania       | 2011        |
| Toshiba Brave Thunders     | Japón          | 2011 - 2013 |
| Biguá                      | Uruguay        | 2013        |
| Wonju Dongbu Promy         | Corea del Sur  | 2013 - 2014 |
| Capitanes de Arecibo       | Puerto Rico    | 2014        |
| Aguada                     | Uruguay        | 2014 - 2015 |
| Ferro                      | Argentina      | 2015        |
| Defensor Sporting          | Uruguay        | 2015        |
| Correcaminos de Colón      | Panamá         | 2016        |
| Peñarol                    | Argentina      | 2016        |

## Distinciones individuales
- MVP de las jornadas 29, 30 y 33 en la temporada 2006/07 de la liga ACB.
- MVP del mes de mayo en la temporada 2006/07 de la liga ACB.
- MVP de la jornada 3 en la temporada 2009/10 de la liga ACB (compartido con Chris Thomas).